# Verein für Leibesübungen Wolfsburg 1976-1977
Questa voce raccoglie le informazioni riguardanti il Verein für Leibesübungen Wolfsburg nelle competizioni ufficiali della stagione 1976-1977.

## Stagione
Nella stagione 1976-1977 il Wolfsburg, allenato da Paul Kietzmann e Radoslav Momirski, concluse il campionato di 2. Bundesliga al 20º posto.

## Rosa
| N. |                     | Ruolo | Calciatore          |
| -- | ------------------- | ----- | ------------------- |
|    | Germania (bandiera) | P     | Joachim Diehl       |
|    | Germania (bandiera) | P     | Berthold Henke      |
|    | Germania (bandiera) | D     | Karl-Heinz Dickkopf |
|    | Germania (bandiera) | D     | Ingo Eismann        |
|    | Germania (bandiera) | D     | Gerd Kuhlmeyer      |
|    | Germania (bandiera) | D     | Bernhard Kulla      |
|    | Germania (bandiera) | D     | Siegfried Otte      |
|    | Germania (bandiera) | C     | Karl-Heinz Borutta  |
|    | Germania (bandiera) | C     | Jürgen Dudda        |
|    | Germania (bandiera) | C     | Ronald Feuerhahn    |
|    | Germania (bandiera) | C     | Wilfried Kemmer     |

| N. |                        | Ruolo | Calciatore            |
| -- | ---------------------- | ----- | --------------------- |
|    | Germania (bandiera)    | C     | Manfred Mattes        |
|    | Germania (bandiera)    | C     | Edwin Meyer           |
|    | Germania (bandiera)    | C     | Klaus-Dieter Schäfer  |
|    | Germania (bandiera)    | C     | Hermann Taube         |
|    | Paesi Bassi (bandiera) | C     | Hendrikus van Meteren |
|    | Germania (bandiera)    | C     | Dieter Winter         |
|    | Germania (bandiera)    | A     | Bernd Krumbein        |
|    | Germania (bandiera)    | A     | Jürgen Speh           |
|    | Germania (bandiera)    | A     | Ralph Speh            |
|    | Germania (bandiera)    | A     | Wolfgang Wallek       |

## Organigramma societario
Area tecnica
- Allenatore: Radoslav Momirski
- Allenatore in seconda:
- Preparatore dei portieri:
- Preparatori atletici:

## Calciomercato

### Sessione estiva
| Acquisti | Acquisti              | Acquisti    | Acquisti |
| R.       | Nome                  | da          | Modalità |
| -------- | --------------------- | ----------- | -------- |
| C        | Hendrikus van Meteren | Bonner      |          |
| A        | Bernd Krumbein        | Hannover 96 |          |

| Cessioni | Cessioni | Cessioni | Cessioni |
| R.       | Nome     | a        | Modalità |
| -------- | -------- | -------- | -------- |

### Sessione invernale
| Acquisti | Acquisti | Acquisti | Acquisti |
| R.       | Nome     | da       | Modalità |
| -------- | -------- | -------- | -------- |

| Cessioni | Cessioni | Cessioni | Cessioni |
| R.       | Nome     | a        | Modalità |
| -------- | -------- | -------- | -------- |

## Risultati

### 2. Bundesliga

#### Girone di andata
| Arbitro: | Sommershoff |

|                 |           |  |
| Zimmer 64’, 66’ | Marcatori |  |

| Arbitro: | Eggers |

|           |           |            |
| Meyer 33’ | Marcatori | 34’ Zippel |

| Arbitro: | Kopka |

|                                                                       |           |  |
| Moors 9’ Schilling 15’ Eilenfeldt 48’ Kuhlmeyer 65’ (aut.) Erhart 85’ | Marcatori |  |

| Arbitro: | Lutz |

|  |           |            |
|  | Marcatori | 78’ Krüger |

| Arbitro: | Herrmann |

|  |           |              |
|  | Marcatori | 90’ Gelsdorf |

| Arbitro: | Milkert |

|                                     |           |               |
| Dohmen 67’ (rig.) Campbell 71’, 76’ | Marcatori | 24’ Feuerhahn |

| Arbitro: | Ohmsen |

|                                   |           |          |
| Feuerhahn 30’ Speh 44’ Wallek 85’ | Marcatori | 29’ Busk |

| Arbitro: | Zuchantke |

|                                     |           |            |
| Skov 42’ Höfert 55’ Tune-Hansen 77’ | Marcatori | 59’ Wallek |

| Arbitro: | Barnick |

|                               |           |                       |
| Speh 32’, 50’ Wallek 56’, 89’ | Marcatori | 49’ Möhlmann 59’ Wolf |

| Arbitro: | Eggert |

|                                          |           |  |
| Wunder 45’ Milewski 50’, 72’ Stiller 85’ | Marcatori |  |

| Arbitro: | Winkler |

|            |           |                          |
| Wallek 80’ | Marcatori | 32’ Jendrossek 69’ Wloka |

| Arbitro: | Rieb |

|                                               |           |                     |
| Köstner 40’ Burgsmüller 59’ Funkel 65’ (rig.) | Marcatori | 29’ Speh 76’ Winter |

| Arbitro: | Horeis |

|            |           |                                     |
| Winter 60’ | Marcatori | 32’ Pallaks 66’ Wehmeier 75’ Körber |

| Arbitro: | Assenmacher |

|                         |           |                     |
| Haffner 37’ Plücken 54’ | Marcatori | 30’ Speh 48’ Wallek |

| Arbitro: | Leyding |

|                      |           |                             |
| Wallek 12’ Meyer 32’ | Marcatori | 23’ Fischer 70’ Fetkenheuer |

| Arbitro: | Herrmann |

|                                                     |           |            |
| Götz 13’, 30’ Budde 16’, 46’ Pröpper 68’ Hermes 86’ | Marcatori | 75’ Winter |

| Arbitro: | Heitmann |

|            |           |                                                    |
| Wallek 80’ | Marcatori | 36’ Klausmann 41’ Plaggemeyer 44’ Bordt 46’ Klinge |

| Arbitro: | Fork |

|                               |           |                                 |
| Thier 3’ Deterding 73’ (rig.) | Marcatori | 44’ Winter 59’ Kemmer 61’ Kulla |

| Wolfsburg 11 dicembre 1976 19ª giornata | Wolfsburg | 0 – 0 referto | Osnabrück | VfL-Stadion am Elsterweg (1 800 spett.)\| Arbitro: \| Gremmler \| |
| Arbitro:                                | Gremmler  |               |           |                                                                   |

#### Girone di ritorno
| Arbitro: | Lutz |

|                 |           |  |
| Wallek 17’, 32’ | Marcatori |  |

| Arbitro: | Pauly |

|                                         |           |            |
| Baumanns 52’ Bläser 73’ (rig.) Kehr 79’ | Marcatori | 89’ Winter |

| Arbitro: | Kopka |

|                     |           |                                   |
| Wallek 2’, 33’, 76’ | Marcatori | 4’ Angele 7’ Erhart 45’ Schilling |

| Arbitro: | Ohmsen |

|                                        |           |               |
| Krüger 11’ Klose 19’ Friederichsen 57’ | Marcatori | 18’, 58’ Speh |

| Arbitro: | Brückner |

|                      |           |                      |
| Eickerling 6’ (rig.) | Marcatori | 36’ Taube 80’ Wallek |

| Arbitro: | Retzmann |

|  |           |                             |
|  | Marcatori | 8’, 78’ Campbell 76’ Otters |

| Arbitro: | Wuttke |

|                                                                  |           |                        |
| Brücken 3’, 42’ Ochmann 5’, 88’ Abel 7’, 11’ Gerresheim 46’, 70’ | Marcatori | 43’ Wallek 75’ Borutta |

| Arbitro: | Bartnick |

|                |           |                       |
| Dudda 45’, 58’ | Marcatori | 82’ Frosch 90’ Demuth |

| Arbitro: | Kohnen |

|                                                                |           |  |
| Petković 5’, 17’ (rig.), 68’ Graul 35’, 77’ Fleer 62’ Wolf 83’ | Marcatori |  |

| Arbitro: | Heitmann |

|  |           |            |
|  | Marcatori | 25’ Wunder |

| Arbitro: | Kohnen |

|                                                        |           |                       |
| Hammes 35’, 56’ Bruns 46’ (rig.) Lussu 77’ Bachorz 86’ | Marcatori | 75’ Wallek 82’ Winter |

| Arbitro: | Niemann |

|                          |           |                                                    |
| Feuerhahn 71’ Kemmer 82’ | Marcatori | 45’, 52’, 57’ Mattsson 55’ (rig.) Wloka 63’ Funkel |

| Arbitro: | Wippker |

|                                                |           |           |
| Pallaks 38’, 44’, 74’ Wehmeier 48’ Flüshöh 57’ | Marcatori | 78’ Kulla |

| Arbitro: | Glasneck |

|                                 |           |                                       |
| Mattes 11’ Wallek 41’ Kulla 54’ | Marcatori | 29’ Lehr 61’, 84’ Haymann 77’ Plücken |

| Arbitro: | Brückner |

|           |           |  |
| Plehn 77’ | Marcatori |  |

| Arbitro: | Barnick |

|  |           |                                               |
|  | Marcatori | 21’ Götz 41’, 61’ Fanz 60’ Berghaus 83’ Budde |

| Arbitro: | Reichmann |

|                                                                                                |           |  |
| Klinge 8’, 48’, 55’, 67’, 89’ Plaggemeyer 38’ Hayer 69’ Kuhlmeyer 73’ (aut.) Gruler 86’ (rig.) | Marcatori |  |

| Arbitro: | Horeis |

|  |           |                                   |
|  | Marcatori | 4’ Lenzen 30’ Deterding 58’ Balke |

| Arbitro: | Richter |

|                                                      |           |            |
| Hußner 48’ Mühlenberg 60’ Nordmann 70’ Wulftange 86’ | Marcatori | 54’ Wallek |

## Statistiche

### Statistiche di squadra
| Competizione  | Punti | In casa | In casa | In casa | In casa | In casa | In casa | In trasferta | In trasferta | In trasferta | In trasferta | In trasferta | In trasferta | Totale | Totale | Totale | Totale | Totale | Totale | DR  |
| Competizione  | Punti | G       | V       | N       | P       | Gf      | Gs      | G            | V            | N            | P            | Gf           | Gs           | G      | V      | N      | P      | Gf     | Gs     | DR  |
| ------------- | ----- | ------- | ------- | ------- | ------- | ------- | ------- | ------------ | ------------ | ------------ | ------------ | ------------ | ------------ | ------ | ------ | ------ | ------ | ------ | ------ | --- |
| 2. Bundesliga | 16    | 19      | 3       | 5       | 11      | 25      | 43      | 19           | 2            | 1            | 16           | 21           | 76           | 38     | 5      | 6      | 27     | 46     | 119    | -73 |
| Totale        | 16    | 19      | 3       | 5       | 11      | 25      | 43      | 19           | 2            | 1            | 16           | 21           | 76           | 38     | 5      | 6      | 27     | 46     | 119    | -73 |

### Andamento in campionato
| Giornata  | 1  | 2  | 3  | 4  | 5  | 6  | 7  | 8  | 9  | 10 | 11 | 12 | 13 | 14 | 15 | 16 | 17 | 18 | 19 | 20 | 21 | 22 | 23 | 24 | 25 | 26 | 27 | 28 | 29 | 30 | 31 | 32 | 33 | 34 | 35 | 36 | 37 | 38 |
| --------- | -- | -- | -- | -- | -- | -- | -- | -- | -- | -- | -- | -- | -- | -- | -- | -- | -- | -- | -- | -- | -- | -- | -- | -- | -- | -- | -- | -- | -- | -- | -- | -- | -- | -- | -- | -- | -- | -- |
| Luogo     | T  | C  | T  | C  | C  | T  | C  | T  | C  | T  | C  | T  | C  | T  | C  | T  | C  | T  | C  | C  | T  | C  | T  | T  | C  | T  | C  | T  | C  | T  | C  | T  | C  | T  | C  | T  | C  | T  |
| Risultato | P  | N  | P  | P  | P  | P  | V  | P  | V  | P  | P  | P  | P  | N  | N  | P  | P  | V  | N  | V  | P  | N  | P  | V  | P  | P  | N  | P  | P  | P  | P  | P  | P  | P  | P  | P  | P  | P  |
| Posizione | 20 | 18 | 20 | 18 | 20 | 20 | 19 | 20 | 19 | 20 | 20 | 20 | 20 | 20 | 20 | 20 | 20 | 20 | 19 | 19 | 19 | 19 | 20 | 20 | 20 | 20 | 19 | 20 | 20 | 20 | 20 | 20 | 20 | 20 | 20 | 20 | 20 | 20 |

Legenda:

Luogo: C = Casa; T = Trasferta. Risultato: V = Vittoria; N = Pareggio; P = Sconfitta.

### Statistiche dei giocatori
| K. Borutta     | 31 | 1  | 6 | 0 |
| K. Dickkopf    | 8  | 0  | 0 | 0 |
| J. Diehl       | 35 | 0  | 0 | 0 |
| J. Dudda       | 30 | 2  | 4 | 0 |
| I. Eismann     | 29 | 0  | 2 | 0 |
| R. Feuerhahn   | 36 | 3  | 4 | 0 |
| B. Henke       | 4  | 0  | 0 | 0 |
| W. Kemmer      | 22 | 2  | 2 | 0 |
| B. Krumbein    | 0  | 0  | 0 | 0 |
| G. Kuhlmeyer   | 28 | 0  | 2 | 1 |
| B. Kulla       | 35 | 3  | 3 | 0 |
| M. Mattes      | 16 | 1  | 2 | 0 |
| E. Meyer       | 26 | 2  | 2 | 0 |
| S. Otte        | 32 | 0  | 3 | 0 |
| K. Schäfer     | 0  | 0  | 0 | 0 |
| J. Speh        | 31 | 3  | 1 | 0 |
| R. Speh        | 19 | 4  | 4 | 0 |
| H. Taube       | 8  | 1  | 0 | 0 |
| W. Wallek      | 36 | 18 | 3 | 0 |
| D. Winter      | 32 | 6  | 1 | 0 |
| H. van Meteren | 12 | 0  | 0 | 0 |